# Ledmotiv
Ledmotiv (tyska: Leitmotiv, franska: motif conducteur) är en teknik att associera till stämningar, personer, händelser, platser med mera genom att återge en melodi, harmoniföljd, rytm eller instrumentation.
Tekniken introducerades av Richard Wagner och användes framförallt i Tristan och Isolde, Nibelungens ring ("Ringen"), Mästersångarna i Nürnberg och Parsifal. Wagner använde ledmotiven på ett mycket systematiskt sätt, och vart och ett av hans musikdramer har en egen uppsättning ledmotiv som hör till olika idéer, känslor, personer och så vidare. De hörs alltid någonstans i musiken när den personen (och så vidare) är aktuell – om så bara i bakhuvudet på en uppträdande rollfigur.
Tekniken har också använts av andra kompositörer, till exempel Richard Strauss, Jules Massenet och Claude Debussy. På samma sätt finns det tidigare exempel på ledmotivanvändning. Den kan sägas vara en särtillämpning av det vanliga bruket av tematik i musiken.
Användningen av ledmotiv fick en renässans 1977 då John Williams introducerade tekniken i Stjärnornas krig-filmerna med bland andra Darth Vaders ledmotiv "The Imperial March". Sedan dess används ledmotiv alltjämt i många sceniska och filmiska verk, varav Peter Jacksons filmatisering av J.R.R. Tolkiens Härskarringen är ett av de verk där användningen av ledmotiv är som mest sofistikerad.

## Exempel på ledmotiv

### Nibelungens ring
T.ex. i "Ringen" finns ledmotiv för:
- Valhall
- Wotans spjut
- Jättarna och deras tunga gång
- Freias skönhet och kärlek
- Nibelungendvärgarna med deras hamrande
- Alberichs härskarring
- Siegmund
- Kärlek mellan Siegfried och Sieglinde
- Hundings råa styrka
- Wölsungs öde
- Brünhilde
- Gudarnas öde
- Mimes och hans haltande gång

och många många fler.
Exempel på ledmotiv ur Wagners Rhenguldet